# Sabine Röther
Sabine Röther   (Rostock, 17 de juny de 1957), de casada Kirschke, fou una jugadora d'handbol alemanya que va competir sota bandera de la República Democràtica Alemanya durant les dècades de 1970 i 1980.
El 1978 va guanyar el Campionat del món d'handbol que es va disputar a Txecoslovàquia. Dos anys més tard va prendre part en els Jocs Olímpics de Moscou, on guanyà la medalla de bronze en la competició d'handbol. Amb la selecció nacional jugà un total de 132 partits en què marcà 441 gols.
A nivell de clubs jugà al SC Empor Rostock.